# Ерік Шінсекі
Ерік Кен Шінсекі (англ. Eric Ken Shinseki; нар. 28 листопада 1942, Лігуе, Кауаї, Гаваї) — американський державний та військовий діяч японського походження, міністр у справах ветеранів США (2009—2014).
За час військової служби генерал (1997), начальник штабу Армії США (1999—2003), командувач 7-ї армії, а також Командувач ОЗС НАТО в Центральній Європі. Єдиний у Сполучених Штатах виходець з азійської діаспори, що досягнув рангу чотирьохзіркового генерала. Двічі брав участь у бойових діях у В'єтнамі, де в результаті підриву на протипіхотній міні втратив стопу, проте після лікування та реабілітації продовжив подальшу службу у лавах Збройних сил країни. Нагороджений трьома Бронзовими зірками та двома Пурпуровими серцями.